# Neil Webb
Neil John Webb (Reading, 1963. július 30. –) angol válogatott labdarúgó, edző. Részt vett az 1988-as és az 1992-es Európa-bajnokságon, illetve az 1990-es világbajnokságon.

## Pályafutása

### Klubcsapatokban
Webb 1979-ben csatlakozott a Readinghez, első mérkőzését 1980 februárjában játszotta, a következő szezonban, az egyik találkozón lőtt góljával pedig ő lett a klub történetének legfiatalabb gólszerzője. 1982-ben a Portsmouth csapatához igazolt 87.500 font ellenében. Három idény alatt 123 bajnoki mérkőzésen lépett pályára, melyeken 34 gólt szerzett. 1985 és 1989 között a Nottingham Forest játékosa volt, Brian Clough 250.000 fontért vette meg. Utolsó évében, az 1988-89-es idény végén megnyerte a Ligakupát. 1989-ben a Manchester United-hez szerződött, ahol az FA-kupát, a Ligakupát, a KEK-et és az európai szuperkupát is megnyerte, majd 1992-ben visszatért a Nottingham Forest-hez. A klubbal az 1992-93-as idényben kiesett a másodosztályba, majd a következő szezonban feljutottak. Egy rövid ideig kölcsönben szerepelt a Swindon Town és az Instant-Dict csapataiban, majd a Grimsby Town-hoz írt alá. 1997-ben, az Aldershot Town-tól vonult vissza.

### A válogatottban
1987. szeptember 9-én mutatkozott be az angol válogatottban, ő volt az 1000. játékos, aki pályára lépett a nemzeti csapat színeiben. Részt vett az 1988-as és az 1992-es Európa-bajnokságon, illetve az 1990-es világbajnokságon is. 26 alkalommal játszott a válogatottban, négy gólt szerzett.

## Sikerei, díjai
Nottingham Forest
- Angol ligakupa: 1988–89

Manchester United
- FA-kupa: 1989–90
- Angol ligakupa: 1991–92
- KEK: 1990–91
- Európai szuperkupa: 1991